# José Vanzzino
José Vanzzino (ur. 5 lipca 1893 – zm. 29 czerwca 1977)- piłkarz urugwajski, pomocnik.
Jako piłkarz klubu Club Nacional de Football był w kadrze reprezentacji Urugwaju podczas turnieju Copa América 1916 – pierwszych w dziejach mistrzostwach Ameryki Południowej oraz pierwszych w dziejach mistrzostwach kontynentalnych. Urugwaj zdobył tytuł pierwszego mistrza Ameryki Południowej, a Vanzzino nagrał tylko w meczu z Brazylią.
Rok później ponownie wziął udział w turnieju Copa América 1917, gdzie Urugwaj drugi raz zdobył mistrzostwo Ameryki Południowej. Vanzzino zagrał we wszystkich trzech spotkaniach – z Chile, Brazylią i Argentyną.
W turnieju Copa América 1919 Urugwaj został wicemistrzem Ameryki Południowej, a Vanzzino wystąpił we wszystkich czterech meczach – z Argentyną, Chile i obu meczach z Brazylią.
Ponownie w mistrzostwach kontynentalnych Vanzzino wziął udział podczas turnieju Copa América 1922. Urugwaj zajął dopiero trzecie miejsce, a Vanzzino zagrał we wszystkich czterech meczach – z Chile, Brazylią, Argentyną i Paragwajem.
Wciąż jako gracz Nacionalu wziął udział w turnieju Copa América 1926, gdzie Urugwaj został mistrzem Ameryki Południowej. Vanzzino wystąpił we wszystkich czterech meczach – z Chile, Argentyną, Boliwią i Paragwajem.
Rok później podczas Copa América 1927 zdobył z reprezentacją Urugwaju wicemistrzostwo kontynentu. Vanzzino zagrał we wszystkich trzech meczach – z Peru, Boliwią i Argentyną.
Vanzzino od 15 sierpnia 1915 do 20 listopada 1927 rozegrał w reprezentacji Urugwaju 37 meczów (w których nie zdobył jednak żadnej bramki).